# Friedrich Dollmann
Friedrich Dollmann, född 2 februari 1882 i Würzburg, död 28 juni 1944 i Le Mans, var en tysk generalöverste. Han var befälhavare för 7. Armee från 1939 till 1944. Dollmann erhöll Riddarkorset av Järnkorset med eklöv.